# Roko Šimić
Roko Šimić (Milano, 10 settembre 2003) è un calciatore croato, attaccante del Karlsruhe in prestito dal Cardiff City.

## Biografia
Nato a Milano durante la permanenza del padre Dario tra le file del Milan, anche suo zio Josip è stato calciatore.

## Caratteristiche tecniche
Punta centrale molto dinamica, dotato di buone capacità balistiche è anche in grado di proteggere la palla e fare sponde in favore dei propri compagni. Abile nel gioco aereo grazie alla sua statura longilinea, però sa anche attaccare la profondità. È stato paragonato ad Erling Haaland.

## Carriera

### Club
Il 17 luglio 2021 viene presentato come nuovo acquisto del Salisburgo. Il 20 ottobre fa il suo debutto con i Die Mozartstädter, subentra al posto di Noah Okafor nel match valevole per il girone di Champions League vinto 3-1 contro il Wolfsburg. Quattro giorni dopo debutta in Fußball-Bundesliga subentrando al posto di Karim Adeyemi in occasione del match casalingo contro il Sturm Graz (4-1). Dopo altri tre giorni arriva l'esordio in Coppa d'Austria dove disputa tutto il secondo tempo dell'ottavo di finale vinto in casa del St. Pölten (0-3).

### Nazionale
Il 2 settembre 2021 fa il suo debutto con la Croazia U-21 andando anche a rete, scende in campo da titolare nella partita vinta 2-0 ai danni dell'Azerbaigian. Il 12 ottobre seguente segna una tripletta sempre ai danni degli azeri (1-5).

## Statistiche

### Cronologia presenze e reti in nazionale
| Cronologia completa delle presenze e delle reti in nazionale ― Croazia under 21 | Cronologia completa delle presenze e delle reti in nazionale ― Croazia under 21 | Cronologia completa delle presenze e delle reti in nazionale ― Croazia under 21 | Cronologia completa delle presenze e delle reti in nazionale ― Croazia under 21 | Cronologia completa delle presenze e delle reti in nazionale ― Croazia under 21 | Cronologia completa delle presenze e delle reti in nazionale ― Croazia under 21 | Cronologia completa delle presenze e delle reti in nazionale ― Croazia under 21 | Cronologia completa delle presenze e delle reti in nazionale ― Croazia under 21 |
| Data                                                                            | Città                                                                           | In casa                                                                         | Risultato                                                                       | Ospiti                                                                          | Competizione                                                                    | Reti                                                                            | Note                                                                            |
| ------------------------------------------------------------------------------- | ------------------------------------------------------------------------------- | ------------------------------------------------------------------------------- | ------------------------------------------------------------------------------- | ------------------------------------------------------------------------------- | ------------------------------------------------------------------------------- | ------------------------------------------------------------------------------- | ------------------------------------------------------------------------------- |
| 2-9-2021                                                                        | Velika Gorica                                                                   | Croazia under 21                                                                | 2 – 0                                                                           | Azerbaigian under 21                                                            | Qual. Europeo Under-21 2023                                                     | 1                                                                               | 68’                                                                             |
| 7-9-2021                                                                        | Oulu                                                                            | Finlandia under 21                                                              | 0 – 2                                                                           | Croazia under 21                                                                | Qual. Europeo Under-21 2023                                                     | -                                                                               | 7’ 62’                                                                          |
| 8-10-2021                                                                       | Varaždin                                                                        | Croazia under 21                                                                | 3 – 2                                                                           | Norvegia under 21                                                               | Qual. Europeo Under-21 2023                                                     | 1                                                                               | 90+2’                                                                           |
| 12-10-2021                                                                      | Sumqayıt                                                                        | Azerbaigian under 21                                                            | 1 – 5                                                                           | Croazia under 21                                                                | Qual. Europeo Under-21 2023                                                     | 3                                                                               | 82’                                                                             |
| 11-11-2021                                                                      | Pola                                                                            | Croazia under 21                                                                | 2 – 0                                                                           | Estonia under 21                                                                | Qual. Europeo Under-21 2023                                                     | 1                                                                               | 76’                                                                             |
| 16-11-2021                                                                      | Ried im Innkreis                                                                | Austria under 21                                                                | 1 – 3                                                                           | Croazia under 21                                                                | Qual. Europeo Under-21 2023                                                     | -                                                                               | 83’                                                                             |
| 25-3-2022                                                                       | Varaždin                                                                        | Croazia under 21                                                                | 0 – 0                                                                           | Austria under 21                                                                | Qual. Europeo Under-21 2023                                                     | -                                                                               |                                                                                 |
| 29-3-2022                                                                       | Varaždin                                                                        | Croazia under 21                                                                | 2 – 3                                                                           | Finlandia under 21                                                              | Qual. Europeo Under-21 2023                                                     | -                                                                               | 32’                                                                             |
| 3-6-2022                                                                        | Drammen                                                                         | Norvegia under 21                                                               | 3 – 2                                                                           | Croazia under 21                                                                | Qual. Europeo Under-21 2023                                                     | 1                                                                               |                                                                                 |
| 8-6-2022                                                                        | Pärnu                                                                           | Estonia under 21                                                                | 0 – 4                                                                           | Croazia under 21                                                                | Qual. Europeo Under-21 2023                                                     | -                                                                               | 72’                                                                             |
| 23-9-2022                                                                       | Pola                                                                            | Croazia under 21                                                                | 2 – 1                                                                           | Danimarca under 21                                                              | Qual. Europeo Under-21 2023                                                     | -                                                                               | 68’                                                                             |
| 27-9-2022                                                                       | Vejle                                                                           | Danimarca under 21                                                              | 2 – 1 (4-5 dtr)                                                                 | Croazia under 21                                                                | Qual. Europeo Under-21 2023                                                     | -                                                                               | 79’ 86’                                                                         |
| 17-11-2022                                                                      | Pola                                                                            | Croazia under 21                                                                | 3 – 1                                                                           | Polonia under 21                                                                | Amichevole                                                                      | -                                                                               | 60’                                                                             |
| 21-11-2022                                                                      | Pola                                                                            | Croazia under 21                                                                | 1 – 1                                                                           | Austria under 21                                                                | Amichevole                                                                      | -                                                                               | 74’                                                                             |
| Totale                                                                          |                                                                                 | Presenze                                                                        | 14                                                                              |                                                                                 | Reti                                                                            | 7                                                                               |                                                                                 |

## Palmarès

### Individuale
- Capocannoniere della UEFA Youth League: 1

2021-2022 (7 reti)